# Пелла (город)
Пе́лла (др.-греч. Πέλλα) — столица Древней Македонии с 400 года до н. э. вплоть до завоевания Римом в 168 году до н. э., место рождения Александра Великого.

## История
Впервые название Пеллы прозвучало у Геродота при описании похода персидского царя Ксеркса на Грецию в 480 году до н. э.; Геродот назвал Пеллу городом, расположенным в области Боттиея, населённой племенем боттиев.
Стефан из Византия в своем географическом трактате заметил: прежде Пелла в Македонии называлась Боуномос или Боуномейя. В царствование македонского царя Александра I (498—454 гг. до н. э.) земли Македонии стремительно расширялись на север и восток за счёт вытеснения и поглощения фракийских и прочих племён. При сыне Александра I, царе Пердикке II, Пелла уже входила в состав Македонии, а племя боттиев переселилось на полуостров Халкидики. Когда фракийский царь Ситалк вторгся в Македонию во 2-й половине V века до н. э., македоняне укрылись в немногочисленных крепостях, делая партизанские вылазки против врага. Возможно именно тогда Пердикка II решил сделать Пеллу, расположенную в защищённом месте, практически в центре Эматии, своей столицей.
Неизвестно, кто именно и когда перенёс столицу Македонии из священных Эг в Пеллу, но по крайней мере сын Пердикки, македонский царь Архелай (413—399 гг. до н. э.), построил там роскошный дворец, на роспись которого пригласил известного греческого художника Зевксиса. Здесь был погребён Еврипид.
В начале IV века до н. э. Пелла стала крупнейшим городом Македонии, местом, где обитали её цари, хотя и прежняя столица Эги продолжала нести ритуальные функции. Македоняне в то время называли городами относительно небольшие крепости, а сами в отличие от остальных греков жили преимущественно в сельской местности. Расцвет Пеллы, судя по археологическим находкам, пришёлся на конец IV века до н. э., при преемниках Александра Великого. Сам великий завоеватель после вступления на трон пробыл в Македонии считанные месяцы.
Единственное описание города во II веке до н. э. оставил Тит Ливий:

«Консул со всем войском покинул Пидну, назавтра был он у Пеллы и поставил лагерь в миле от города, несколько дней стоял там, со всех сторон рассматривая расположение города, и убедился, что не зря здесь обосновались цари Македонии: стоит Пелла на холме, глядящем на зимний закат; вокруг неё болота, непроходимые ни летом, ни зимою, — их питают разливы рек. Крепость Факос возвышается как остров среди болот в том месте, где они подходят к городу всего ближе; стоит она на громадной насыпи, способной выдерживать тяжесть стен и не страдать от влаги болот, её облегающих. Издали кажется, что крепость соединена со стеною города, хотя на самом деле их разделяет ров с водой, а соединяет мост, так, чтобы врагу было не подступиться, а любой пленник, заточённый царём, не мог бы бежать иначе как через мост, который легче всего охранять. Там, в крепости, была и царская казна…»

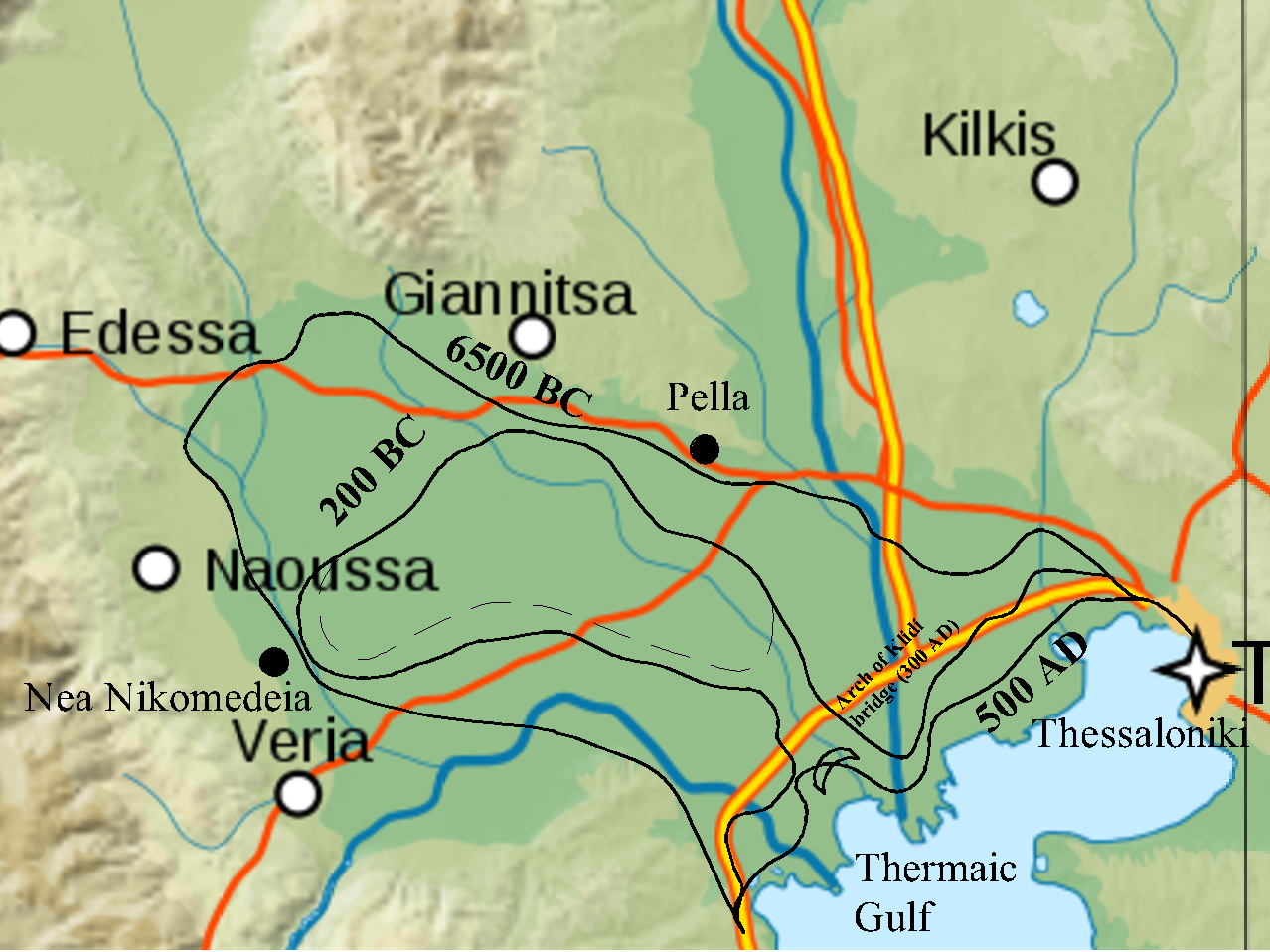
Рост Салоникской равнины и изменение береговой линии залива Термаикос. Реконструкция (Bottema, S. 1974)

После римского завоевания Македонии во II веке до н. э. Пелла какое-то время оставалась центром одного из 4 административных округов, на которые римляне поделили Македонию, но потом центр перенесли в более удобно расположенный город Фессалоники, а бывшая столица македонских царей оказалась заброшенной. Лукиан в 180 году назвал Пеллу незначительным городком с малым числом жителей.
Крепость среди болот не выдержала испытаний мирного времени. В начале I века до н. э. землетрясение разрушило город. В 30 году до н. э. во время правления Августа была основана римская колония западнее разрушенного города на месте современной деревни Неа-Пела. В раннехристианский период здесь существовал город, отождествляемый с упоминаемым Прокопием Кесарийским укреплением «Базилика Аминты» («Βασιλικά Αμύντου»), восстановленным Юстинианом I (527—565). Природные изменения ландшафта также способствовали забвению Пеллы. Пелла была основана как порт на берегу залива Термаикос. Огромное количество аллювия, переносимое реками (главным образом, реками Аксьос (Вардар) и Альякмон), вследствие длительного накопления (аккумуляции) в мелком заливе Термаикос образовали обширную Салоникскую равнину. Пелла стала портом на озере Яницы и имела выход в Эгейское море через реку Лудиас. В 1928—1932 годах озеро было высушено. В настоящее время Пеллу отделяет от моря примерно 30 километров суши. К северу от Пелы, около села Неос-Милотопос находился древний город Кирр.

## Археология

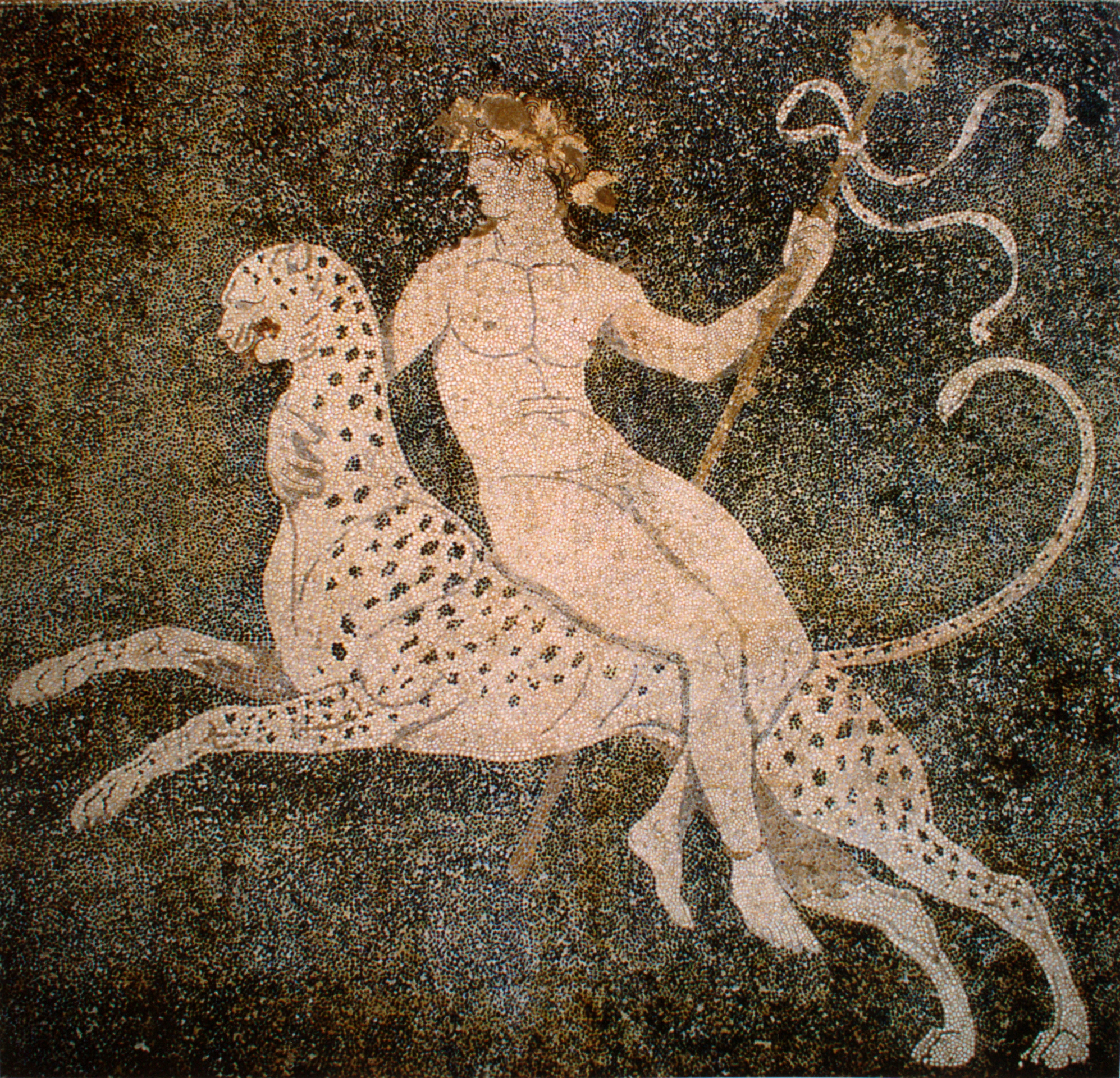
Мозаика с изображением обнажённого Диониса верхом на пантере. Вторая половина IV века до н. э.

В наше время о существовании Пеллы напоминали только античные руины близ малого города Айи-Апостоли, но уверенности, что это именно тот самый город — место рождения Александра Великого — не было. В 1926 году Айи-Апостоли, расположенный в 1 километре от развалин древнего города и в 40 км к северо-западу от Салоник, сменил имя на Пелла.
Раскопки в Греции на предполагаемом месте античной Пеллы начались в 1914 году и были продолжены с 1954 года. В 1957 году обнаружены декоративные черепицы с надписями Пелла, подтвердившие правильность предположений археологов. В процессе раскопок найдены поселение периода неолита (7-е тысячелетие до н. э.), следы дворцового комплекса площадью 6 га, крепости. От стен крепости остался только каменный фундамент, сами стены были выложены из сырцового кирпича, который с течением времени превратился в грязь, покрывшую фундамент.
Античный город площадью около 2 квадратных километров располагался к югу от дворца. В центре находилась большая площадь (агора), а сам город регулярно спланирован пересекающимися под прямым углом улицами шириной в 9-10 м. Здания (почти 500) были одно- и двухэтажные.

## Мозаика

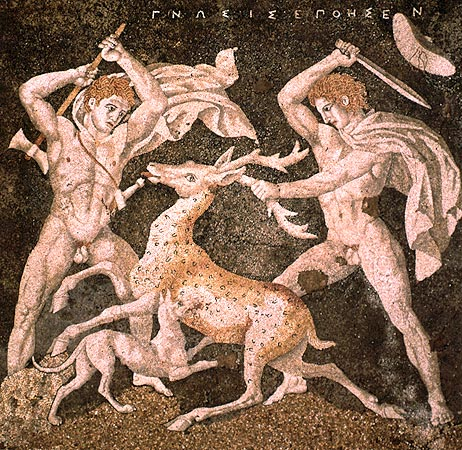
Охота на лань («Дом похищения Елены», вторая половина IV века до н. э.)

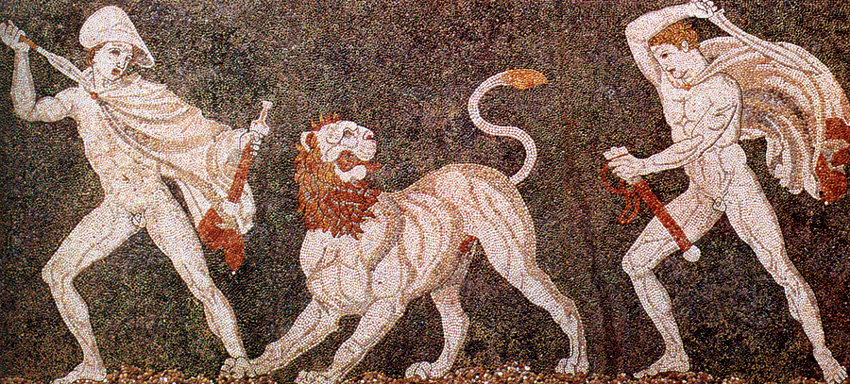
Охота на льва («Дом Диониса», вторая половина IV века до н. э.)

На полах некоторых зданий найдены хорошо сохранившиеся мозаики периода раннего эллинизма.
Особый интерес представляют напольные мозаики андронов т. н. «Дома Диониса» (с изображением обнажённого Диониса верхом на пантере, также «Охота на льва»), и «Дома похищения Елены» («Охота на лань» и «Похищение Елены» (сохранился фрагмент) и изображением Амазономахии).
На мозаике, изображающей сцену охоты на лань, выложена надпись: «Гносис сделал» («γνῶσις ἐποίεσεν») — первый в истории мозаики автограф автора.
Это новый уровень мозаичного искусства, которого не знали ни мастера классической Греции и долго ещё не достигнут мастера эпохи эллинизма. Здесь впервые появляется реалистичность: пространство и объём, свободно используется цвет. В технике — тщательнейший отбор камешков не только по размеру, но и по форме, для лучшей детализации применяются новые материалы — полоски глины и свинца.
Объясняют это тем, что мастер Гносис ориентировался в своем искусстве на современную ему реалистическую живопись, тогда как другие, как ранние, так и поздние мастера ориентировали мозаику скорее на краснофигурную вазопись с её преимущественно двуцветной колористикой и плоскостной графикой.
Мозаики Пеллы — вершина искусства галечной мозаики, и хотя галька ещё будет применяться в III—II вв. до н. э., она изживает себя как материал для художественных работ.